# La Trinité-Surzur
La Trinité-Surzur (bret. An Drinded-Surzhur) – miejscowość i gmina we Francji, w regionie Bretania, w departamencie Morbihan.
Według danych na rok 1990 gminę zamieszkiwały 583 osoby, a gęstość zaludnienia wynosiła 253 osoby/km² (wśród 1269 gmin Bretanii La Trinité-Surzur plasuje się na 787. miejscu pod względem liczby ludności, natomiast pod względem powierzchni na miejscu 1085.).